# Trévignin
Trévignin település Franciaországban, Savoie megyében. Lakosainak száma 861 fő (2022. január 1.). Trévignin Grésy-sur-Aix, Montcel és Pugny-Chatenod községekkel határos.

## Népesség
A település népessége az elmúlt években az alábbi módon változott:
| Lakosok száma | 769  | 775  | 799  | 776  | 795  | 814  | 833  | 834  | 861  |
|               | 2013 | 2015 | 2016 | 2017 | 2018 | 2019 | 2020 | 2021 | 2022 |